# ريال سوسيداد للسيدات
ريال سوسيداد للسيدات (بالإسبانية: Real Sociedad Femenino) هو فريق كرة القدم للسيدات التابع ل ريال سوسيداد في سان سباستيان، غويبوزكوا، إسبانيا)، تأسس فريق ريال سوسيداد لكرة القدم النسائية عام في عام 2004، ومنذ موسم 2005-06، يلعب في الدوري الإسباني الممتاز الدوري الإسباني للسيدات.
كان أول مدرب له هو إنيغو دومينغيز ، صعد الفريق في موسمه الأول إلى الدوري الوطني الإسباني، وفي الموسم التالي، صعد إلى دوري السوبر الإسباني أعلى فئة لكرة القدم النسائية في إسبانيا.

## التاريخ
تأسس في 19 سبتمبر 2004، تأهل ريال سوسيداد إلى دوري الدرجة الأولى بعد صعودين في أول موسمين له، واحتلال مكان نادي استوديانتيس دي هويلفا المنحل. بعد احتلاله المركز التاسع في موسمه الأول، عزز النادي مكانته بسرعة في دوري الدرجة الأولى. في عام 2011، وصل ريال سوسيداد إلى نصف نهائي كأس الملكة لكرة القدم لأول مرة عام 2011. في فبراير 2019، أقيمت مباراة ديربي الباسك التي استضافها ريال سوسيداد ضد أتلتيك بلباو، والتي كانت تقام عادةً في مركز تدريب زوبيتا التابع للنادي، على ملعب أنويتا، وحضرها 21234 مشجعًا (كانت النتيجة التعادل 2-2). في الأسبوع التالي، استضاف نفس المكان نصف نهائي كأس الملكة لكرة القدم 2018–19، حيث هزم ريال مدريد إشبيلية بنتيجة 3–1 أمام 18731 مشجعًا ليصل إلى نهائي المسابقة لأول مرة. في 11 مايو 2019، حقق النادي أول لقب كبير له على الإطلاق بفوزه على أتلتيكو مدريد للسيدات بنتيجة 2-1 في نهائي كأس الملكة، الذي أقيم في غرناطة. وقد منح هذا الفوز التأهل إلى بطولة كأس السوبر الإسباني للسيدات التي تأسست حديثًا، ولكن بعد التغلب على ليفانتي للوصول إلى المباراة النهائية، تعرضن لهزيمة مذلة بنتيجة 10-1 أمام برشلونة. كانت أول مباراة دوري أبطال أوروبا للسيدات، بعد احتلال المركز الثاني خلف برشلونة في دوري الدرجة الأولى الإسباني للسيدات 2021-22، ضد  نادي بايرن ميونيخ الألماني وانتهى اللقاء بالإقصاء بنتيجة 4-1 في مجموع المباراتين، فيما كان للاعبة سين ينسين شرف تسجيل أول هدف أوروبي). وصل الفريق إلى نهائي كأس الملكة مرة أخرى في كأس الملكة لكرة القدم 2023-24، ولكن هذه المرة خسر الفريق خسارة ثقيلة أخرى (8-0) أمام برشلونة.

### فريق ريال سوسيداد ب
يلعب فريق ريال سوسيداد الاحتياطي (ب)، الذي تأسس عام 2018، في الدوري الوطني الأول لكرة القدم للسيدات في الدرجة الثالثة، بعد صعوده من دوري غيبوثكوا الإقليمي في عامه الأول ومن دوري إقليم الباسك [الإنجليزية] لاحقًا. تم إطلاق الفريق ج في عام 2021.

## ريال سوسيداد حسب الموسم
| الموسم  | القسم           | المركز        | كأس الملكة    | دوري الأبطال   |
| ------- | --------------- | ------------- | ------------- | -------------- |
| 2004–05 | الدوري الإقليمي | المركز الأول  |               |                |
| 2005–06 | الدرجة الثانية  | المركز الأول  |               |                |
| 2006–07 | الدرجة الأولى   | المركز التاسع |               |                |
| 2007–08 | الدرجة الأولى   | المركز العاشر |               |                |
| 2008–09 | الدرجة الأولى   | المركز العاشر |               |                |
| 2009–10 | الدرجة الأولى   | السابع        | الجولة الأولى |                |
| 2010–11 | الدرجة الأولى   | الثامن        | نصف النهائي   |                |
| 2011–12 | الدرجة الأولى   | السابع        |               |                |
| 2012–13 | الدرجة الأولى   | العاشر        |               |                |
| 2013–14 | الدرجة الأولى   | السادس        | ربع النهائي   |                |
| 2014–15 | الدرجة الأولى   | الحادي عشر    |               |                |
| 2015–16 | الدرجة الأولى   | المركز الخامس | ربع النهائي   |                |
| 2016–17 | الدرجة الأولى   | المركز الثامن | ربع النهائي   |                |
| 2017–18 | الدرجة الأولى   | المركز السابع | ربع النهائي   |                |
| 2018–19 | الدرجة الأولى   | المركز السابع | بطل           |                |
| 2019–20 | الدرجة الأولى   | المركز السادس | دور 16        |                |
| 2020–21 | الدرجة الأولى   | المركز الخامس | ربع النهائي   |                |
| 2021–22 | الدرجة الأولى   | الثاني        | ربع النهائي   |                |
| 2022–23 | ليغا إف         | المركز الثامن | دور 16        | الجولة الثانية |
| 2023–24 | ليغا إف         | المركز الثامن | الوصيف        |                |
| 2024–25 | ليغا إف         | المركز السابع | ربع النهائي   |                |

## الإنجازات

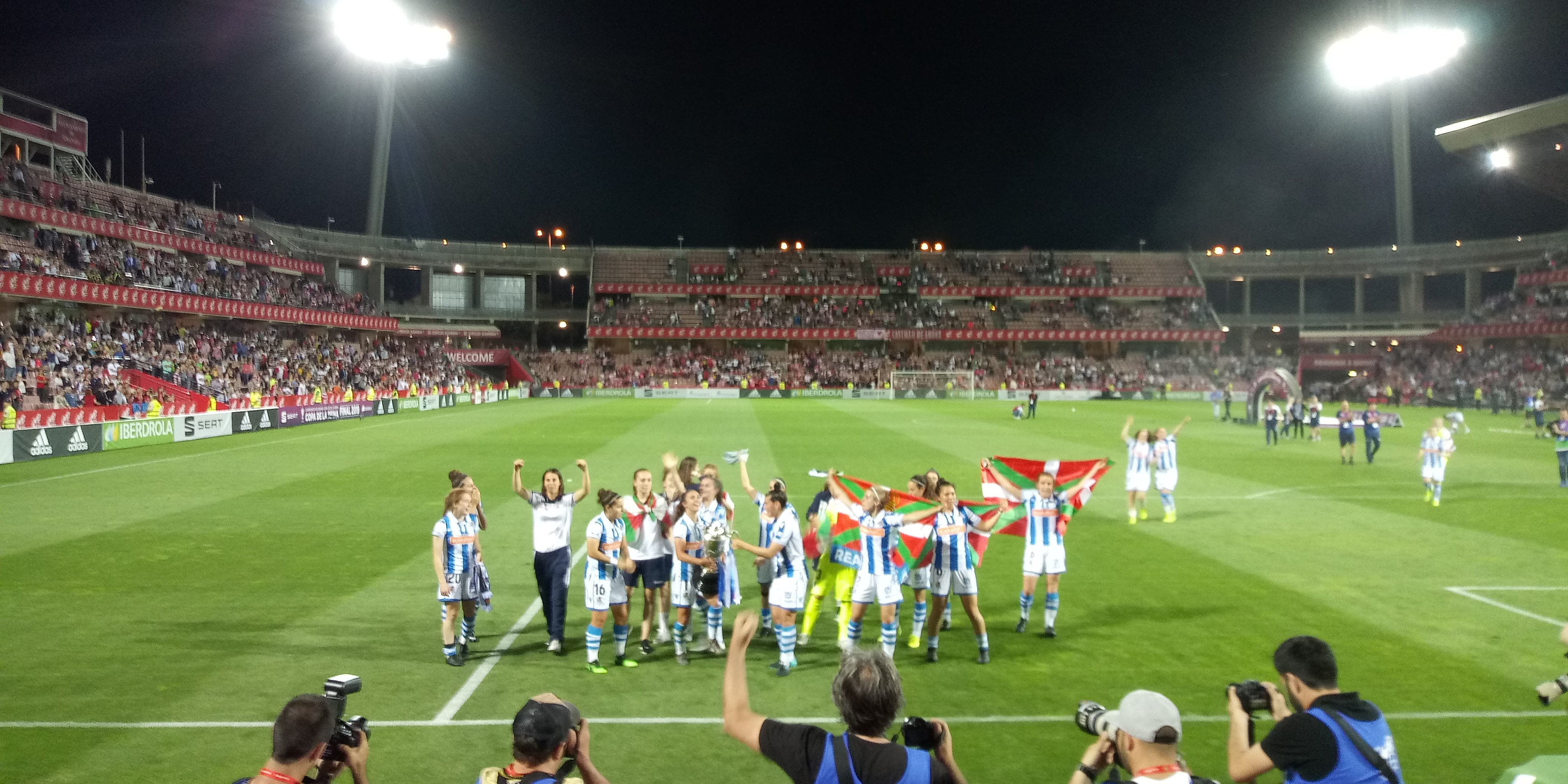
لاعبات ريال سوسيداد يحتفلون بالفوز في كأس الملكة في عام 2019.

### بطولات الرسمية
- كأس الملكة: 2019[4]
- كأس يوسكال هيريا: 2012، 2019،[11]2020 [12] 2022

### الودية
- بطولة سبورت موندي: 2005، 2008

## روابط خارجية
- الموقع الرسمي
- الاتحاد الأوروبي لكرة القدم
- ريال سوسيداد في تكسابيلدونك